# غشای مخاطی
پَرده‌های مُخاطی یا غِشاهای مُخاطی (به انگلیسی: Mucous membrane) لایه‌های سلولی‌ای هستند که قسمت‌هایی از بدن را که نباید خشک شوند، حفاظت می‌کنند. این پرده‌ها، دهان و بینی، داخل پلک‌ها، مجاری تناسلی، گوارشی و تنفسی را می‌پوشانند.
یاخته‌های اختصاصیِ موجود در این پرده‌ها تحت عنوان یاخته‌های جامی، مخاط (موکوس) را، که یک پروتئین چسبنده است، ترشح می‌کنند. مخاط باعث لغزنده‌سازی و پاک‌سازی می‌شود. در نقاطی که حفره‌های بدن باز می‌شوند، پرده‌های مخاطی در امتداد پوست قرار می‌گیرند.